# Ferdinand I. (Rumänien)

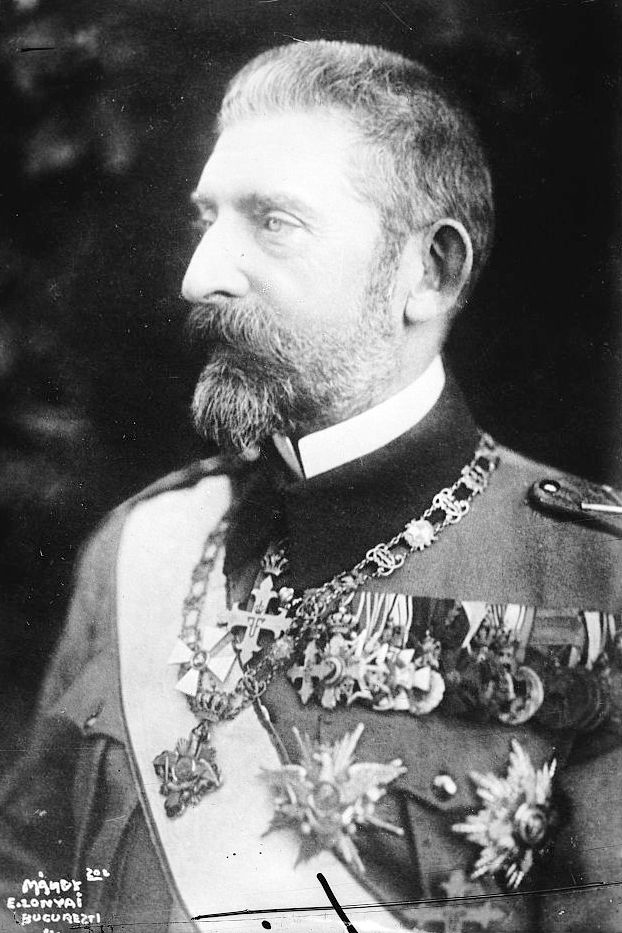
Ferdinand von Rumänien

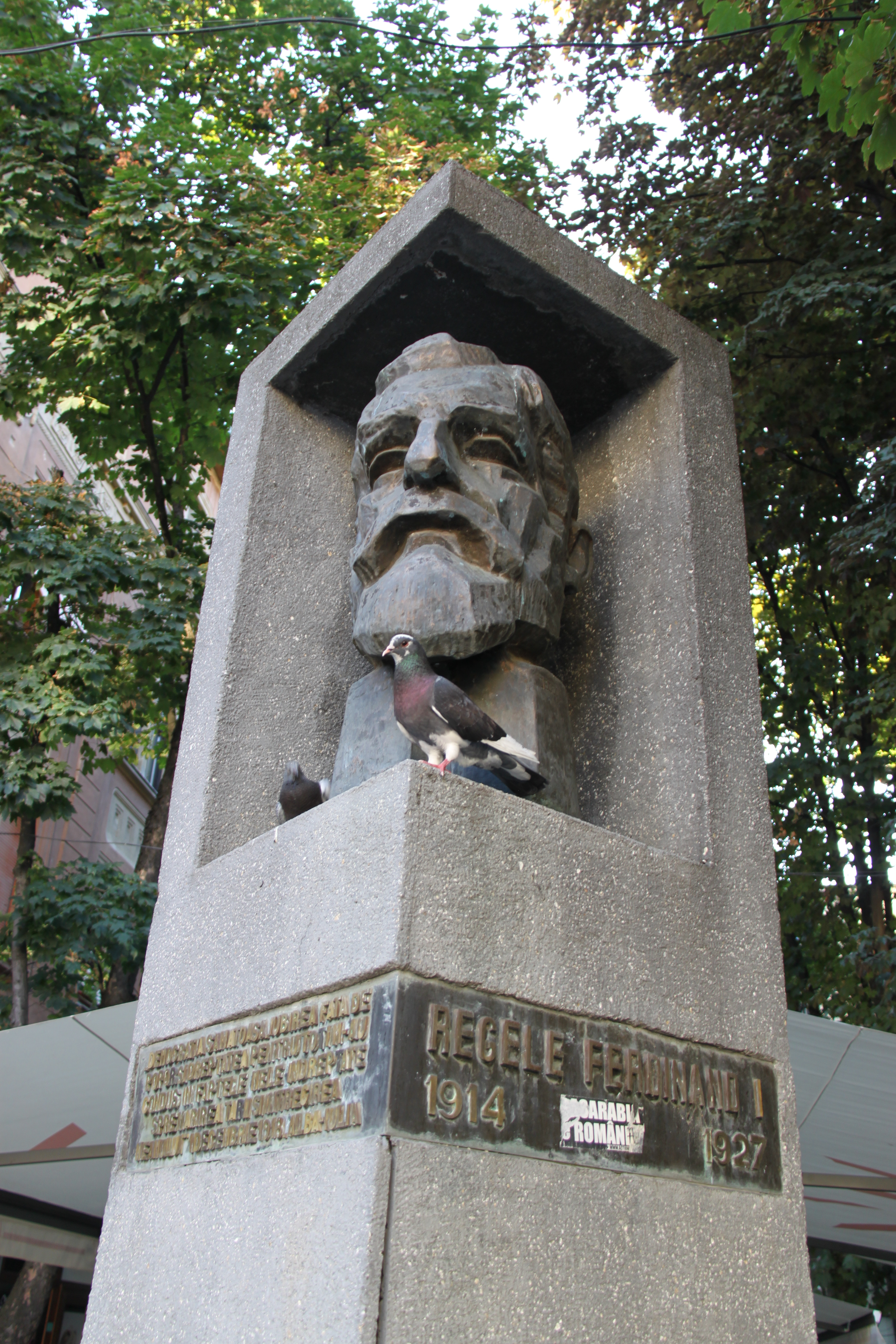
Büste Ferdinands von Rumänien in Timișoara, 2015

Ferdinand von Hohenzollern-Sigmaringen (in Rumänien als Întregitorul (dt. „Der Einiger“), auch Ferdinand I., der Treue (Ferdinand cel Loial); * 24. August 1865 in Sigmaringen; † 20. Juli 1927 in Sinaia, Rumänien) war vom 10. Oktober 1914 bis zu seinem Tod 1927 König von Rumänien.

## Leben

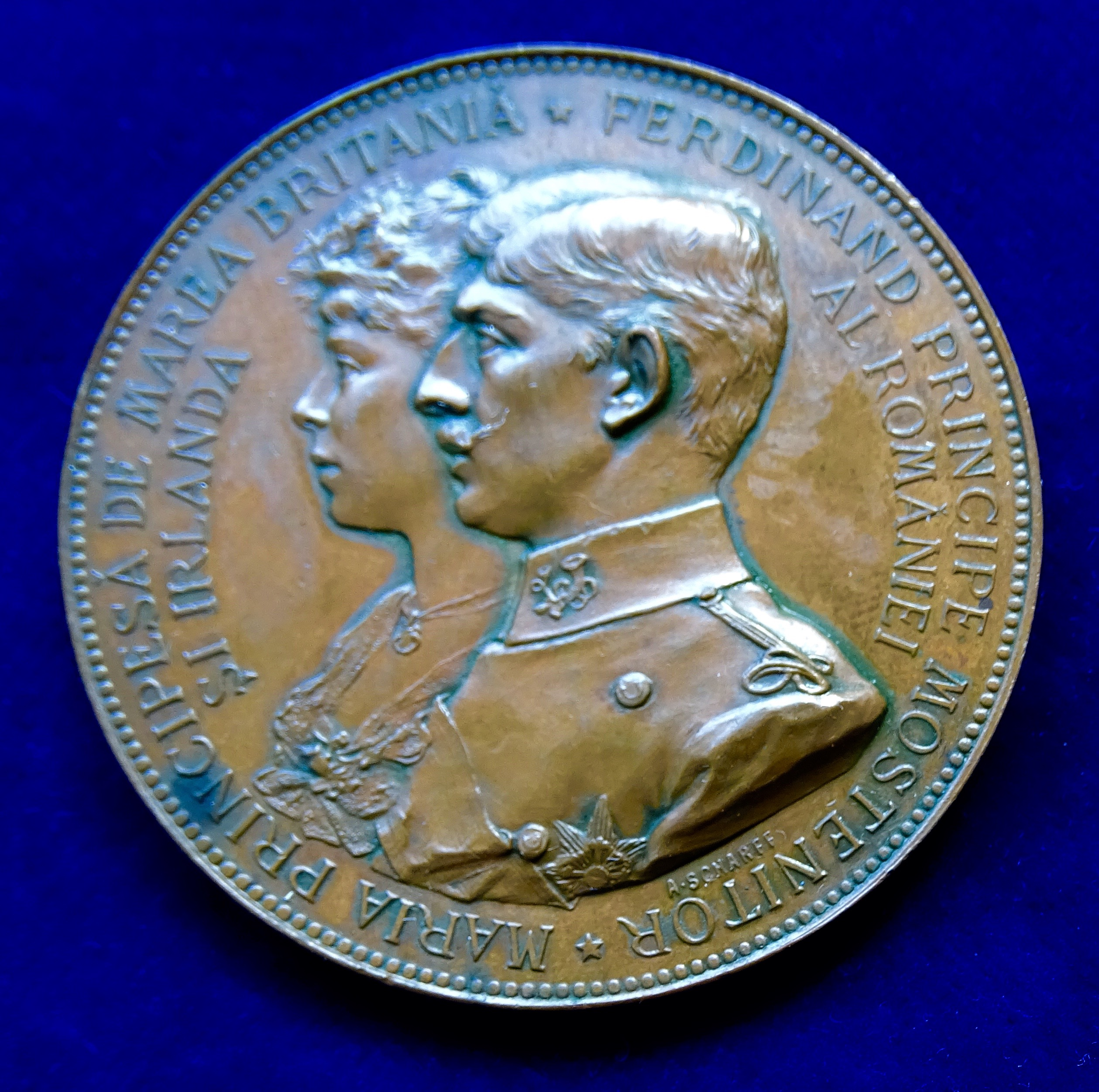
Hochzeitsmedaille von Anton Scharff. Vorderseite.

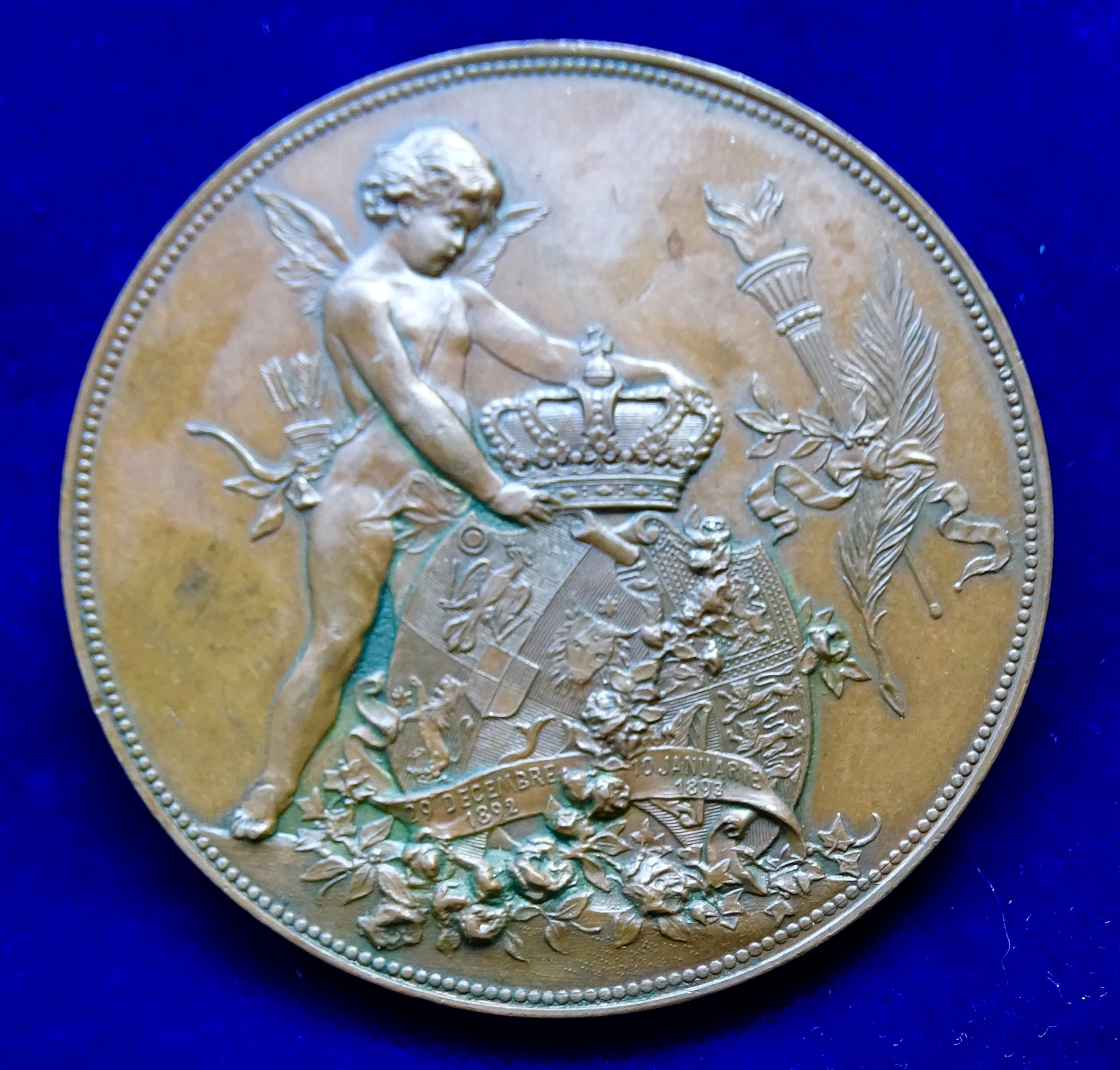
Hochzeitsmedaille von Anton Scharff. Rückseite.

Ferdinand wurde in Sigmaringen als zweiter Sohn des Fürsten Leopold von Hohenzollern-Sigmaringen und Antonias von Sachsen-Coburg und Gotha geboren. Prinz Ferdinand von Hohenzollern-Sigmaringen stammt aus der schwäbischen Linie des Hauses Hohenzollern. 1880 wurde er zum Thronfolger seines Onkels Karl I. von Rumänien (dessen einziges Kind, eine Tochter, mit drei Jahren gestorben war) proklamiert. Von 1887 bis 1889 studierte er Jura an den Universitäten Tübingen und Leipzig. Ab 1889 lebte er ständig in Rumänien. Am 10. Januar 1893 heiratete Ferdinand die englische Prinzessin Marie von Edinburgh, geboren als Prinzessin von Sachsen-Coburg und Gotha, die eine Enkelin der britischen Königin Victoria und des russischen Zaren Alexander II. war. Sie hatten drei Söhne, Karl II., Nicolae, Mircea (der schon sehr früh starb) und drei Töchter, Elisabeth, Maria, Ileana. Am 10. Oktober 1914 folgte er seinem Onkel König Karl I. von Rumänien auf den rumänischen Thron, indem er seiner Wahlheimat Loyalität schwor:

„Ich werde als ein guter Rumäne regieren.“

Obwohl er ein Mitglied des Geschlechtes Hohenzollern war, aus dem auch der deutsche Kaiser stammte, blieb Rumänien im Ersten Weltkrieg zunächst neutral. Es trat am 27. August 1916 mit einer Kriegserklärung an Österreich-Ungarn auf der Seite der Entente in den Konflikt ein. Weil er seinen Schwur hielt und gegen sein Geburtsland Deutschland Krieg führen sollte, erhielt Ferdinand von dem rumänischen Volk den Beinamen „der Treue“. Seiner Frau, der Königin Maria, wird erheblicher Einfluss auf die Entscheidung Ferdinands zu Gunsten der Alliierten zugesprochen. Nach einer kurzen Offensive in Siebenbürgen wurde die rumänische Armee im September gezwungen, sich auf die Grenze an den Karpaten zurückzuziehen. Der Durchbruch an der Karpaten-Front gelang den deutschen und k.u.k. Armeen erst im November 1916. Kurz darauf besetzten Truppen der Mittelmächte die Walachei und Dobrudscha und im Dezember/Januar stabilisierte sich die Front auf der Linie Ostkarpaten-Vrancea-Galați. 1917 gelang es den deutschen und k.u.k. Truppen nicht, die Moldau-Front zu durchbrechen, da deren Offensive an Mărășești scheiterte. Nachdem Russland aus dem Krieg ausgeschieden war, schloss Ferdinand am 7. Mai 1918 mit den Mittelmächten den Frieden von Bukarest, dessen Bestimmungen aber unerfüllt blieben, weil Ferdinand sich weigerte, das von den Mittelmächten Rumänien aufgezwungene Abkommen zu unterzeichnen. Ein halbes Jahr später hatten die Mittelmächte den Krieg verloren. Das Ende des Krieges brachte Rumänien beträchtliche Gebietsgewinne: Am 15. Oktober 1922, nach der Vereinigung Siebenbürgens, Bessarabiens und der Bukowina mit dem rumänischen Königreich, wurde Ferdinand in der neu erbauten Krönungskathedrale in Alba Iulia zum König Großrumäniens gekrönt. Mit der kleinen Entente 1921 stellte Ferdinand das Land an die Seite der Tschechoslowakei und Jugoslawiens und mit der großen Entente 1926 an die Frankreichs.
Wichtigstes innenpolitisches Thema von Ferdinands Amtszeit war die Bodenreform, die die Bauernparteien mit Verweis auf das revolutionäre Russland energisch forderten. Mit Reformgesetzen 1918 und 1921 gelang es Ferdinand zwar nicht, die Produktivität der Landwirtschaft zu erhöhen, aber zumindest die Gefahr eines kommunistischen Umsturzes zu entschärfen. Stützen konnte Ferdinand sich auf die Nationalliberale Partei, nach deren Regierungsübernahme er 1923 eine liberale Verfassung erließ, die unter anderem das Dreiklassen- durch das allgemeine Wahlrecht ersetzte.
Sein Sohn Karl II. erschien der liberalen Partei wegen seiner Affäre mit der geschiedenen Magda Lupescu nicht als angemessener Thronfolger. Auf Druck Ferdinands und der rumänischen Politik verzichtete Karl 1926 auf seinen Thronanspruch und ging nach Portugal ins Exil. Sein Sohn, Michael I., wurde als fünfjähriges Kind unter der Führung des zweiten Sohnes von Ferdinand, des Prinzen Nicolae, der Nachfolger seines Großvaters.

## Ehe und Nachkommen
Ferdinand I. heiratete am 10. Januar 1893 Marie von Edinburgh (1875–1938), eine Tochter von Alfred, ab August 1893 regierender Herzog von Sachsen-Coburg-Gotha, außerdem Duke of Edinburgh und Prinz von Großbritannien und Irland.
- Karl II. (1893–1953), König von Rumänien
- Elisabeth (1894–1956) ⚭ Georg II. von Griechenland
- Maria (1900–1961) ⚭ König Alexander I. von Jugoslawien
- Nikolaus (1903–1978) ⚭ Johanna Lucie Doletti.
- Ileana (1909–1991) ⚭ Anton von Österreich-Toskana (1901–1987)
- Mircea (1913–1916)

## Mitgliedschaft
- Alter Herr des Corps Borussia Bonn[2]

## Grabstätte und Gedenken
König Ferdinand I. von Rumänien wurde wie auch andere rumänische Herrscher in der Kathedrale von Curtea de Argeș beerdigt.
Der moldauische Bildhauer Weaceslaw Jiglitchi installierte in den Jahren 2015–23 Skulpturen (Büsten) des Königs in verschiedenen Städten Moldawiens (Bălți, Curătura, Rezina, Verejeni, Orhei, Nisporeni, Varnița).